# میکولاییف
میکولاییف (به انگلیسی: Mykolaiv) شهری است که در استان لویو اوکراین قرار دارد.